# Distrikt Mariano Melgar
Der Distrikt Mariano Melgar liegt in der Provinz Arequipa der Region Arequipa in Südwest-Peru. Der Distrikt wurde am 27. August 1965 gegründet. Er wurde nach dem peruanischen Dichter Mariano Melgar (1790–1815) benannt. Der Distrikt hat eine Fläche von 29,83 km². Beim Zensus 2017 lebten 59.918 Einwohner im Distrikt. Im Jahr 1993 lag die Einwohnerzahl bei 47.428, im Jahr 2007 bei 52.144. Die Distriktverwaltung befindet sich im Südwesten des Distrikts auf einer Höhe von 2385 m. Der Distrikt und die gleichnamige Stadt Mariano Melgar sind deckungsgleich. Diese ist Teil des Ballungsraumes der Provinz- und Regionshauptstadt Arequipa und liegt 3 km östlich von deren Stadtzentrum. In den Wintermonaten kommt es immer wieder zu Starkregenereignissen mit Überschwemmungen und Erdrutschen.

## Geographische Lage
Der Distrikt Mariano Melgar liegt zentral in der Provinz Arequipa. Der Distrikt liegt am Südwesthang des Vulkans Misti, der in höheren Lagen mit ehemaligen Lavaströmen bedeckt ist.
Der Distrikt Mariano Melgar grenzt im Westen an den Distrikt Miraflores, im Osten an den Distrikt Chiguata, im Süden an den Distrikt Paucarpata sowie im äußersten Südwesten an den Stadtdistrikt Arequipa.